# Свиница
Свиница или Свињица (рум. Sviniţa) је насеље и општина у југозападној Румунији на левој обали реке Дунав, у жупанији Мехединци са 741 становником. Срби то место зову најрадије - Свиница тј. а не као малу свињу. Налази се на подручју Ђердапске клисуре.

## Положај
Место Свиница налази се уз реку Дунав у подножју Алмашких планина, дела Банатских планина, који са румунске стране граде Ђердапску клисуру, код месног становништва познату под називом Банатска клисура. Због тога се и Срби који насељавају овај предео називају Србима из Клисуре.

## Историја
Тврђава Свиница је забележена 1443. године на локалитету званом Старића. Од 1700. године насеље се премешта на потез, који се данас зове Старо село. Крајем 18. века мештани подижу опет насеље на обали Дунава, али које ће 1970. године изградњом Ђердапског акумулационог језера, бити потопљено. Тако силом прилика почињу Свиничани из почетка, и граде куће на вишем терену удаљеном километар и по од претходног. 
Свиница је и пре дефинитивног формирања Банатске војне границе била војно насеље. Зна се да је у њему 1752. године био капетан Јосим Војновић. Место је коначно укључено у Влашко-илирску регименту 1776. године. Царски ревизор Ерлер констатује 1774. године да је "Swiniza" милитарско насеље у Оршавском округу, Оршавског дистрикта и да ту живе претежно Власи. Свиничани су међутим пореклом из Тимочке крајине, и то су били Срби насељеници. У месту је 1783. године записано 100 кућа. Из 1791. године избројано је 647 житеља. За време аустријско-турског рата 1787—1791. године ту се против Турака борио храбри капетан Коча Анђелковић.
По митрополијском извештају из 1865. године ту живи 996 православаца, и има једна православна парохија шесте платежне класе.
Становништво српске националности овде се појављује одмах по успостављању Војне крајине, која је била брана налетима Турака на простор Хабзбуршког царства. Такође, месни Срби значајно су помагали српске устанике током Првог српског устанка.
Године 1905. Свиница је мала општина у Оршавском срезу, Крашо-северинске жупаније. Ту живи 1.411 становника у 244 дома - све Срби. Од јавних здања ту су српска православна црква и комунална школа. За комуникацију служе пошта са брзојавом и паробродска станица. Црквена општина је у месту.
Свиница је после Првог светског рата припала Румунији, али је због близине матице остала са знатним српским становништвом.
Данашње место је плански насељено одмах по изградњи Ђердапске бране 1972. године, и то претежно српским становништвом са леве стране Дунава, које је пре тога живело у старом селу, данас под Ђердапским језером.

## Становништво
| 2002. | 2011. | 2021. |
| ----- | ----- | ----- |
| 1.132 | 925   | 741   |

Према попису из 2021. у Свиници је живео 741 становник од којих је већина било српске националности (87,85%). Општина Свиница је остала једина општина на територији Румуније са већински српским становништвом.
| Етнички састав према попису из 2021.‍ | Етнички састав према попису из 2021.‍ | Етнички састав према попису из 2021.‍ | Етнички састав према попису из 2021.‍ | Етнички састав према попису из 2021.‍ |
| ------------------------------------ | ------------------------------------ | ------------------------------------ | ------------------------------------ | ------------------------------------ |
|                                      |                                      |                                      |                                      |                                      |
| Срби                                 | Срби                                 |                                      | 651                                  | 87,85%                               |
| Румуни                               | Румуни                               |                                      | 49                                   | 6,61%                                |
| Роми                                 | Роми                                 |                                      | 1                                    | 0,13%                                |
| Немци                                | Немци                                |                                      | 1                                    | 0,13%                                |
| Чеси                                 | Чеси                                 |                                      | 1                                    | 0,13%                                |
| Непознато                            | Непознато                            |                                      | 38                                   | 5,13%                                |

На попису становништва из 1930. године општина је имала 1.477 становника, а већину су чинили Срби.
| Етнички састав према попису из 1930. године‍ | Етнички састав према попису из 1930. године‍ | Етнички састав према попису из 1930. године‍ | Етнички састав према попису из 1930. године‍ | Етнички састав према попису из 1930. године‍ |
| ------------------------------------------- | ------------------------------------------- | ------------------------------------------- | ------------------------------------------- | ------------------------------------------- |
|                                             |                                             |                                             |                                             |                                             |
| Срби                                        | Срби                                        |                                             | 1.381                                       | 93,5%                                       |
| Румуни                                      | Румуни                                      |                                             | 59                                          | 3,9%                                        |
| Роми                                        | Роми                                        |                                             | 18                                          | 1,2%                                        |

## Религија
Подаци о цркви из више извора се не поклапају, па се овде наведе упоредо сви извори. Нису разрешене све недоумице.
Православна црква посвећена је Св. великомученику Георгију, пише у државном шематизму православног клира 1846. године. У месту је те 1846. године било 890 православних становника.
Православна црква посвећена Св. пророку Илији подигнута је од дасака 1751. године. Касније се јавља једна друга црква и то од камена, посвећена Св. Николи, а дашчара је 1788. године изгорела. Зидану олтарску преграду осликао је Димитрије Поповић из Оравице 1847. године, а живопис обновио Јулијан Тоадер 1962. године. Тај храм је 1905. године био у добром стању, са два звона у торњу. Заједно са селом потопљена је та стара црква у Дунав. Њу је заменила импровизована црква дашчара. Нова црква је почела да се гради 1982. године по пројекту мештанина архитекте Јована Максимовића. Храм је завршен благодарећи помоћи српских парохија у Румунији и општине Кладово, у Србији. Освећен је храм 1993. године, и налази се на најлепшем месту у селу. Цркву је осликао иконописац Михај Бофану. Иконостас столарске израде постављен је и освећен 2005. године.
Најстарији познати парох у Свиници, је 1773. године Јован Казанескул из места Тисовице. Њему се 1781. године придружује поп Стеван Михановић. Године 1824. ту службује као парох, поп Павел Кузмановић. Свештенство 1846. године чине парох Лазар Шаритраровић и ђакон Лазар Шаритраровић - који је и учитељ. Парох 1905. године је калуђер јеромонах Гервасије Грујић, који у месту служи већ четири године. Црквена општина је 1905. године била уређена, скупштина редовна, под председништвом Јове Јовановића. Свиничка парохија је тада била шесте платежне класе, са парохијским домом и са српским православним гробљем. Земљишни посед је минимални - и парохијска сесија и црквено-општинска земља су са по 7 кј.
Парохија у Свиници потпада под протопрезвират Мехадијски, а општина има војни статус у оквиру Влашко-илирске регименте.
Православно парохијско звање је основано и црквене матичне књиге се воде од 1790. године. По српском извору из 1905. каже се да је то било 1783. године. Стари храм грађен је 1741. године, био посвећен Св. Николи. Нова црква је из 1840.године. На озиданом темплу иконостас је осликао Димитрије Поповић из Оравице, 1846—1847. године. Обновљен је из темеља 1961. године. Све иконе на иконостасу је пресликао 1962. сликар аматер из Темишвара.

## Образовање
Народна основна школа вероватно је отворена по уласку у Војну границу. Школска града је страдала од Турака 1788. године у пожару. Први познати учитељ био је 1806. године Обрад Стојковић. У свиничкој школи 1846. године ђакон Лазар Шаритраровић је и учитељ. Школске деце је 1846. године пописано 58. По извештају из 1905. године наводи се да је школа одувек комунална и да је издржава народ. Учитељ је у то време Душан Исаковић, који са децом одржава школски врт. Редовну наставу похађа 42 ђака, а у пофторну школу долази 37 старијег узраста.